# Karaté aux Jeux africains de 2023
Navigation
2019
Navigation
Édition précédente Édition suivante
Les compétitions de karaté aux Jeux africains de 2023 ont lieu du 7 au 9 mars 2024 au Ga Mashie Hall à Accra, au Ghana. Ils font aussi office de Championnats d'Afrique de karaté 2024.

## Médaillés

### Hommes
| Épreuves           | Or | Argent | Bronze |
| ------------------ | --- | --- | --- |
| Kata individuel    | Karim Waleed Ghaly (EGY)                                                                                             | Adam Rchouq (MAR) | Jesse Sim (RSA) |
| Kata individuel    | Karim Waleed Ghaly (EGY)                                                                                             | Adam Rchouq (MAR) | Saber Benmakhlouf (ALG) |
| Kata par équipes   | Égypte- Abdelrahman Abdelsalam - Mostafa El-Ghobashy - Zeyad Mohamed                                                 | Algérie- Youssef Zaid - Saber Ben Makhlouf - Abdelhadi Ouchaoua                                                                | Burkina Faso- Allan Sanou - Marc Sanou - Samuel Sanou |
| Kata par équipes   | Égypte- Abdelrahman Abdelsalam - Mostafa El-Ghobashy - Zeyad Mohamed                                                 | Algérie- Youssef Zaid - Saber Ben Makhlouf - Abdelhadi Ouchaoua                                                                | Afrique du Sud- Bradley Ho-Tong - Jesse Sim - Sibongiseni Ngwenya |
| Kumite −60 kg      | Alaa Selmi (ALG) | Iheb Ferchichi (TUN) | Abdelali Jina (MAR) |
| Kumite −60 kg      | Alaa Selmi (ALG) | Iheb Ferchichi (TUN) | Mohamed Salama (EGY) |
| Kumite −67 kg      | Ayoub Anis Helassa (en) (ALG)                                                                                        | Said Oubaya (MAR) | Moamen Sabry (EGY) |
| Kumite −67 kg      | Ayoub Anis Helassa (en) (ALG)                                                                                        | Said Oubaya (MAR) | Yoan Junior Dassi Tchouela (CMR) |
| Kumite −75 kg      | Abdalla Abdelaziz (EGY)                                                                                              | Mohamed Abudabous (LBA) | Abraham Bikoka (CGO) |
| Kumite −75 kg      | Abdalla Abdelaziz (EGY)                                                                                              | Mohamed Abudabous (LBA) | Oussama Zaid (ALG) |
| Kumite −84 kg      | Youssef Badawy (EGY)                                                                                                 | Makhtar Diop (SEN) | Daouda Kader Traoré (BUR) |
| Kumite −84 kg      | Youssef Badawy (EGY)                                                                                                 | Makhtar Diop (SEN) | Mehdi Sriti (MAR) |
| Kumite +84 kg      | Houssem Eddine Choiya (TUN)                                                                                          | Taha Tarek Mahmoud (EGY) | Hocine Daikhi (ALG) |
| Kumite +84 kg      | Houssem Eddine Choiya (TUN)                                                                                          | Taha Tarek Mahmoud (EGY) | Mouhamadou Falilou Diop (SEN) |
| Kumite par équipes | Égypte- Youssef Badawy - Taha Tarek Mahmoud - Moamen Sabry - Abdalla Abdelgawad - Abdalla Abdelaziz - Mohamed Salama | Algérie- Hocine Daikhi - Oussama Zitouni - Falleh Midoune - Oussama Zaid - Ayoub Anis Helassa (en) - Naim Rouichi - Alaa Selmi | République du Congo- Gustani Ampha Freddy - Abdoulaye Tahir - Felida Likibi - Sagesse Bikoka Abdrahan - Nkouka Ken Diabakarissa - David Kamba Sata - Exaucé Kuissodissa |
| Kumite par équipes | Égypte- Youssef Badawy - Taha Tarek Mahmoud - Moamen Sabry - Abdalla Abdelgawad - Abdalla Abdelaziz - Mohamed Salama | Algérie- Hocine Daikhi - Oussama Zitouni - Falleh Midoune - Oussama Zaid - Ayoub Anis Helassa (en) - Naim Rouichi - Alaa Selmi | Tunisie- Houssem Edine Choiya - Laith Haddaji - Iheb Ferchichi - Ramez Bouallagui - Mouhib Abid - Nassim Nacef - Youssef Djeridi                                        |

### Femmes
| Épreuves           | Or                                                                            | Argent                                                                          | Bronze                                                                                             |
| ------------------ | ----------------------------------------------------------------------------- | ------------------------------------------------------------------------------- | -------------------------------------------------------------------------------------------------- |
| Kata individuel    | Aya En-Nesyry (MAR)                                                           | Aïcha Narimène Dahleb (ALG)                                                     | Aya Hesham (EGY)                                                                                   |
| Kata individuel    | Aya En-Nesyry (MAR)                                                           | Aïcha Narimène Dahleb (ALG)                                                     | Maxine Willemse (RSA)                                                                              |
| Kata par équipes   | Égypte- Aya Hesham - Asmaa Allam - Noha Amr Antar                             | Maroc- Aya En-Nesyry - Sanae Agalmam - Marwa Salmi                              | Algérie- Rayane Salakedji - Aïcha Narimène Dahleb - Aya Ouled El Arabi                             |
| Kata par équipes   | Égypte- Aya Hesham - Asmaa Allam - Noha Amr Antar                             | Maroc- Aya En-Nesyry - Sanae Agalmam - Marwa Salmi                              | Botswana- Lethabo Sekano - Amantle Leburu - Lesego Masimola                                        |
| Kumite −50 kg      | Yasmin Nasr Elgewily (en) (EGY)                                               | Cylia Ouikene (ALG)                                                             | Fenosoa Rakotobe (MAD)                                                                             |
| Kumite −50 kg      | Yasmin Nasr Elgewily (en) (EGY)                                               | Cylia Ouikene (ALG)                                                             | Marinda Roetz (RSA)                                                                                |
| Kumite −55 kg      | Louiza Abouriche (ALG)                                                        | Ahlam Youssef (en) (EGY)                                                        | Maïmouna Niang (SEN)                                                                               |
| Kumite −55 kg      | Louiza Abouriche (ALG)                                                        | Ahlam Youssef (en) (EGY)                                                        | Chaimae El Hayti (MAR)                                                                             |
| Kumite −61 kg      | Noursin Aly (EGY)                                                             | Wafa Mahjoub (TUN)                                                              | Abigael Mbemba (CGO)                                                                               |
| Kumite −61 kg      | Noursin Aly (EGY)                                                             | Wafa Mahjoub (TUN)                                                              | Chaima Midi (ALG)                                                                                  |
| Kumite −68 kg      | Fatima-Zahra Chajai (MAR)                                                     | Wissal Ezzar (TUN)                                                              | Karima Mekkaoui (ALG)                                                                              |
| Kumite −68 kg      | Fatima-Zahra Chajai (MAR)                                                     | Wissal Ezzar (TUN)                                                              | Lethabo Sekano (BOT)                                                                               |
| Kumite +68 kg      | Menna Shaaban Okila (EGY)                                                     | Maroua Eddarhri (MAR)                                                           | Chehinez Jemi (TUN)                                                                                |
| Kumite +68 kg      | Menna Shaaban Okila (EGY)                                                     | Maroua Eddarhri (MAR)                                                           | Chaïma Oudira (ALG)                                                                                |
| Kumite par équipes | Égypte- Noursin Aly - Menna Shaaban Okila - Ahlam Youssef (en) - Habiba Hekal | Sénégal- Ndéye Yacine Lô - Maïmouna Niang - Aïssatou Simall - Fatou Ndiaye Diop | République du Congo- Grace Dewe - Noezie Kane Fila Aston - Beatry Fatia Makangath - Abigael Mbemba |
| Kumite par équipes | Égypte- Noursin Aly - Menna Shaaban Okila - Ahlam Youssef (en) - Habiba Hekal | Sénégal- Ndéye Yacine Lô - Maïmouna Niang - Aïssatou Simall - Fatou Ndiaye Diop | Maroc- Fatima-Zahra Chajai - Maroua Eddarhri - Chaimae El Hayti                                    |

## Tableau des médailles
| Rang  | Nation              | Or | Argent | Bronze | Total |
| ----- | ------------------- | -- | ------ | ------ | ----- |
| 1     | Égypte              | 10 | 2      | 3      | 15    |
| 2     | Algérie             | 3  | 4      | 7      | 14    |
| 3     | Maroc               | 2  | 4      | 4      | 10    |
| 4     | Tunisie             | 1  | 3      | 2      | 6     |
| 5     | Sénégal             | 0  | 2      | 2      | 4     |
| 6     | Libye               | 0  | 1      | 0      | 1     |
| 7     | Afrique du Sud      | 0  | 0      | 4      | 4     |
| 7     | République du Congo | 0  | 0      | 4      | 4     |
| 9     | Botswana            | 0  | 0      | 2      | 2     |
| 9     | Burkina Faso        | 0  | 0      | 2      | 2     |
| 11    | Cameroun            | 0  | 0      | 1      | 1     |
| 11    | Madagascar          | 0  | 0      | 1      | 1     |
| Total | Total               | 16 | 16     | 32     | 64    |